# Steliana Nistor
Steliana Nistor (n. 15 septembrie 1989, Sibiu, România) este o gimnastă română de talie mondială, medaliată cu bronz cu echipa lotului de gimnastică feminină a României la Jocurile Olimpice din anul 2008.

## Distincții
- Ordinul “Meritul Sportiv” clasa a III-a cu 2 barete (27 august 2008) [1]

## Tehnică
2007:
- Bârnă: urcare din lateral;flic;salt înapoi cu 360 grupat;danilova înainte;flic;salt cu deschidere;danilova aterizată pe ambele picioare;clos înainte;salt înapoi grupat;piruetă cu piciorul la 90 de grade;salt lateral;sfoara;sison;danilova trasă în cumpănă;dublu echer
- Sol: dublu întins;tsukahara grupat;cadet;2 șuruburi și jumătate;dublă piruetă cu piciorul la 90 de grade;salt înainte grupat;dublu șurub;clos înainte;cadet cu 180;triplă piruetă;dublu echer
- Sărituri: yurchenko cu un șurub și jumătate/yurchenko cu două șuruburi